# BOSSグレートウォール
BOSSグレートウォールは、2016年に発見された銀河フィラメントの一種であるグレートウォールである。これは観測可能な宇宙の中で最も大きな構造体の一つである。このグレート・ウォールの幅は10億光年で、830個の銀河を含んでおり、それ以上の暗黒銀河も含んでいる。銀河系の1万倍の質量を持つ可能性がある。。このグレートウォールは宇宙の標準的な密度の5倍の密度である。赤方偏移の量zは0.47で、ハッブルの法則を用いて計算すると地球からの距離は68億光年ほどである。 このグレートウォールは大きな構造体に見えるが、これを単独の構造体と呼んでよいのかどうかは、現時点ではわからない。このグレートウォールは宇宙の平均の5倍の密度を持っているが、宇宙の膨張は加速しており、このグレートウォールの銀河は宇宙の膨張に伴って引き離されるのか、それとも一体のまま存在するのかという問題が存在する。
このグレートウォールはバリオン振動分光学的調査のスローン・デジタル・スカイサーベイによって発見された。バリオン振動分光学的調査（Baryon Oscillation Spectroscopic Survey）の頭文字にちなんでBOSSと名付けられた。

## 注記
1. ↑  Statements by the popular press incorrectly described the BOSS Great Wall as the largest structure in the universe; but the similar Hercules-Corona Borealis Great Wall is about ten times larger.